# Maud di Gloucester
Maud di Gloucester (... – 29 luglio 1189) fu una nobildonna anglonormanna, figlia di Robert di Gloucester, uno dei numerosi figli illegittimi di Enrico I d'Inghilterra e Mabel Fitzhamon. Andò in moglie a Ranulph de Gernon.

## La vita
Maud di Gloucester nacque in data imprecisata da Robert di Gloucester e Mabel Fitzhamon, ebbe diversi fratelli e sorelle fra cui si ricordano Guglielmo di Gloucester, che sarà il padre di Isabella di Gloucester (prima moglie di Giovanni d'Inghilterra, e Roger di Worcester, vescovo di Worcester. Per parte di padre era nipote di Enrico I d'Inghilterra, che aveva avuto suo padre da Sybil Corbet, una delle sue numerose amanti; per parte di madre era nipote di Robert Fitzhamon, uno dei baroni di Guglielmo I d'Inghilterra e bisnipote di un altro uomo di Guglielmo, Roger Mortimer, I conte di Shrewsbury che portò la stirpe dei Mortimer in Inghilterra.
Prima del 1141, presumibilmente attorno al 1135, Maud sposò Ranulph de Gernon, IV Conte di Chester, allora la contea godeva del titolo di palatina cosa che dava a Ranulph una grande libertà d'azione rispetto al monarca in confronto agli altri colleghi pari. Qualche anno prima Enrico I era morto lasciando il regno all'unica figlia legittima, Matilda d'Inghilterra, ma i baroni non la supportarono come promesso appoggiando il di lei cugino Stefano d'Inghilterra. Ranulph e Maud decisero di parteggiare per Matilda, di cui Maud era cugina, e nel 1141 suo marito riuscì a prendere il Castello di Lincoln, ma venne presto rimesso sotto assedio dagli uomini di Stefano. In febbraio un'armata capitanata da suo padre, mandata su ordine di Matilda, riuscì a liberare Maud e gli altri rimasti imprigionati nel castello battendoli nella Prima battaglia di Lincoln. In cambio dell'aiuto prestato Robert chiese al genero di partecipare più concretamente alla campagna militare della Regina. Ranulph non fu mai un alleato affidabile, quando Stefano prese il trono lo catturò a Northampton, ma questi prontamente gli giurò fedeltà ed entro qualche anno il re gli accordò il controllo del castello di Lincoln.

## Matrimonio e figli
Dal marito Maud ebbe:
- Ugo di Kevelioc che ebbe diversi figli fra cui Ranulph de Blondeville, uomo di Giovanni d'Inghilterra, Matilda di Chester che si sposò in seno alla famiglia reale scozzese e Hawise di Chester
- Richard di Chester (?) (morto 1170-1175)
- Beatrice di Chester
- Ranulph di Chester (?)

Racconti apocrifi vogliono che sia stata Maud a commissionare la morte del marito con il veleno con l'aiuto di William Peverel il giovane (1080circa-1155), Ranulph pare effettivamente sia stato vittima del veleno e morì dopo diversi giorni di agonia, ma il fatto che sul letto di morte abbia confermato una rendita a Maud parrebbe deporre per la sua estraneità. Poiché il figlio maggiore era ancora minorenne Maud gli fece da tutore per i nove anni seguenti.
Maud fu una delle patrone del Priorato di Repton nel Derbyshire.
La sua morte è datata al 29 luglio 1189.